# Þingvellir
Þingvellir fou el lloc en què es va instal·lar la seu del primer Parlament d'Europa, l'Althing, l'any 930. El nom prové de l'islandès "Þing" (thing, parlament) i "vellir" (planes). Està situat a Bláskógabyggð, al sud-oest d'Islàndia, prop de la península de Reykjanes i la zona volcànica Hengill, i a uns 45 km de la capital, Reykjavík, Actualment és un parc nacional que només es pot visitar a l'estiu. L'any 2004 fou declarat Patrimoni de la Humanitat de la UNESCO. També hi ha la residència d'estiu del Primer Ministre d'Islàndia.
El Parlament o Alþingi es va establir a Þingvellir l'any 930 i va romandre allí fins al 1798. El Parc Nacional de Þingvellir va ser creat el 1930 per protegir les restes de la seu del Parlament i més tard va ser ampliat per protegir els fenòmens naturals en l'àrea circumdant. El Parc Nacional de Þingvellir va ser el primer parc nacional d'Islàndia i es va decretar el "santuari nacional protegit per a tots els islandesos, la propietat perpètua de la nació islandesa sota la preservació del Parlament que mai no pot ser venut o hipotecat".

## Història

### Fundació del Parlament

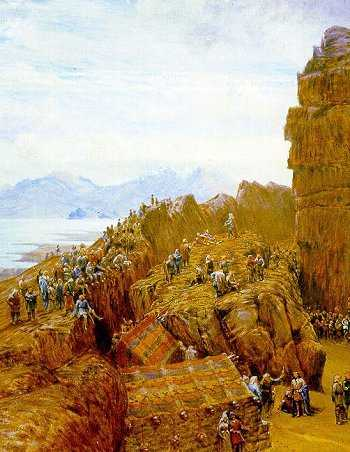
Representació romàntica d'una reunió a Þingvellir.

D'acord amb el Llibre de l'Assentament (Landnámabók), la colonització d'Islàndia va començar l'any 874, quan el cacic noruec Ingólfur Arnarson es va convertir en el primer colon noruec permanent a l'illa. En els segles següents, nòrdics i celtes varen instal·lar-se a Islàndia. Des del principi, es van formar assemblees de districte, però a mesura que la població va anar creixent hi havia una necessitat d'una assemblea general. Els descendents d'Ingólfur que van dominar la regió del sud-oest d'Islàndia s'havien convertit en la família més poderosa del país, i altres caps van sentir la necessitat d'una assemblea general per limitar el seu poder.
A en Grimur Geitskor se li va assignar el paper d'aconseguir els suports i trobar un lloc adequat. Gairebé al mateix temps, el propietari de Bláskógar (el nom contemporani per a la regió Þingvellir) va ser declarat culpable d'assassinat i la seva terra va ser declarada pública i obligada a ser utilitzada per als procediments de muntatge, la construcció d'habitatges temporals, la utilització del bosc per a llenya i la pastura de cavalls. La regió Þingvellir va ser triada per aquesta raó així com per l'accessibilitat de les regions més poblades del nord, sud i oest. La distància més llarga que un goði (cacic) havia de recórrer eren 17 dies de viatge des de la part més oriental del país, on muntanyes i rius glaceres eren grans obstacles.
La fundació del parlament islandès es diu que és la fundació de la nació d'Islàndia, i el primer tràmit parlamentari a l'estiu del 930 fou la base d'una herència cultural comuna i de la seva identitat nacional. Þingvellir tingué un paper central en la història del país, i la seva història corre gairebé paral·lela a la història de l'Estat Lliure d'Islàndia.

### De la mancomunitat a la dominació estrangera
L'Alþingi (assemblea) a Þingvellir era la suprema autoritat legislativa i judicial d'Islàndia des de la seva creació l'any 930 fins a 1271. El Lögberg (Pedra de la Llei) va ser el punt central de la Alþingi i una plataforma natural per a la celebració dels discursos. El portaveu legislatiu, elegit per tres anys cada vegada, presidia la reunió i recitava la llei del país. Abans que la llei fos escrita, s'esperava que la recites de memòria al Lögberg al llarg de tres estius juntament amb els procediments complets de constitució de cada estiu. Inauguració i dissolució de l'assemblea tenia lloc al Lögberg, on les lleis del poder legislatiu eren anunciades,el calendari era confirmat, les accions judicials iniciades i altres anuncis que informaven a tota la nació. Qualsevol assistent a l'assemblea tenia dret a presentar el seu cas sobre qüestions importants.
El Consell Jurídic funcionava com un parlament i un Tribunal Suprem. Les lleis eren passades i aprovades allà, i resolucions fetes sobre les qüestions de dret. El Consell Jurídic nomenava els membres del Cinquè Tribunal (una mena de tribunal d'apel·lació), on designava el portaveu, i prenia part en l'elecció del bisbe. A diferència de la Alþingi, el Consell legislatiu era un cos tancat en el qual només certes persones gaudien de plens drets: caps que ocupaven el càrrec de "goði", els seus homes del Þing, i posteriorment també els bisbes. No obstant això, tothom a l'assemblea tenia dret a veure i escoltar el Consell de Dret treballant.
L'Alþingi era l'autoritat judicial i legislativa durant la mancomunitat, fins a 1271. El poder executiu estava en mans dels cacics i en alguns casos individuals en cada moment. Això va resultar ser un sistema bastant adequat durant el temps que l'equilibri de poder es va mantenir, però els problemes varen sorgir quan va ser interromput. Les últimes dècades de la Mancomunitat es van caracteritzar pels enfrontaments entre les famílies cacics, que es va traduir en que Islàndia passava a formar part de la corona noruega. El poder executiu es va veure reforçat en virtut d'aquest nou ordre, mentre que l'autoritat legislativa i judicial va quedar en mans de la elþingi però va ser transferit gradualment als governants noruecs i danesos més tard fins que el Rei de Dinamarca es va convertir en un monarca absolut d'Islàndia el 1662.

### Centre social
Þingvellir es va convertir en el centre de la cultura islandesa. Cada any, durant el període de la Mancomunitat, les persones acudien a Þingvellir de tot el país, de vegades per milers. Van construir habitatges amb parets de gespa i pedres, i de sostre temporal i hi romanien durant les dues setmanes de l'assemblea. Encara que l'assistència a l'assemblea van ser la veritable raó per anar-hi, la gent comuna es reunien a Þingvellir per a una àmplia varietat de raons. Comerciants, afiladors d'espases, i adobers venien els seus productes i serveis,hi participaven animadors, i productors d'ale elaboraven begudes per als convidats als actes. Les notícies es portaven des de llocs distants; se celebraven jocs i festes. Els joves es trobaven per realitzar els seus plans, així com les principals figures nacionals i experts en dret.Peons itinerants buscaven treball i vagabunds demanaven. Þingvellir va ser un lloc de trobada per a tothom a Islàndia, establint les bases per a la llengua i la literatura que han estat una part important de la vida de les persones fins al dia d'avui

## Geografia
Þingvellir es va convertir en un parc nacional el 1928 a causa de la seva importància històrica, així com l'entorn tectònic i volcànic especial com la fossa tectònica.
La deriva continental entre Amèrica del Nord i Euràsia es pot veure clarament en les esquerdes o falles que travessen la regió, la més gran, Almannagjá, és un veritable canó. Això també fa que els terratrèmols siguin sovint mesurables a la zona.
Algunes de les divisions estan plenes d'aigua sorprenentment clara. El Nikulásargjá, és més conegut com a Peningagjá (lit. "fissura moneda"), ja que està plena de monedes a la part inferior. Després de fer-hi un pont el 1907 per a l'arribada del rei Frederic VIII de Dinamarca, els visitants van començar a llançar monedes a la fissura, una tradició basada en les llegendes europees.
Þingvellir està situat a la riba nord del Þingvallavatn, el llac natural més gran d'Islàndia. El riu Oxara travessa el parc nacional i forma una cascada al Almannagjá, anomenada Öxaráfoss. A la riba nord del llac a la fissura de Silfra és un lloc de busseig i immersió molt popular. Al costat de la cascada de Gullfoss i els guèisers de Haukadalur, Þingvellir és part dels llocs més famosos d'Islàndia,anomenat com el Cercle Daurat.

## Turisme

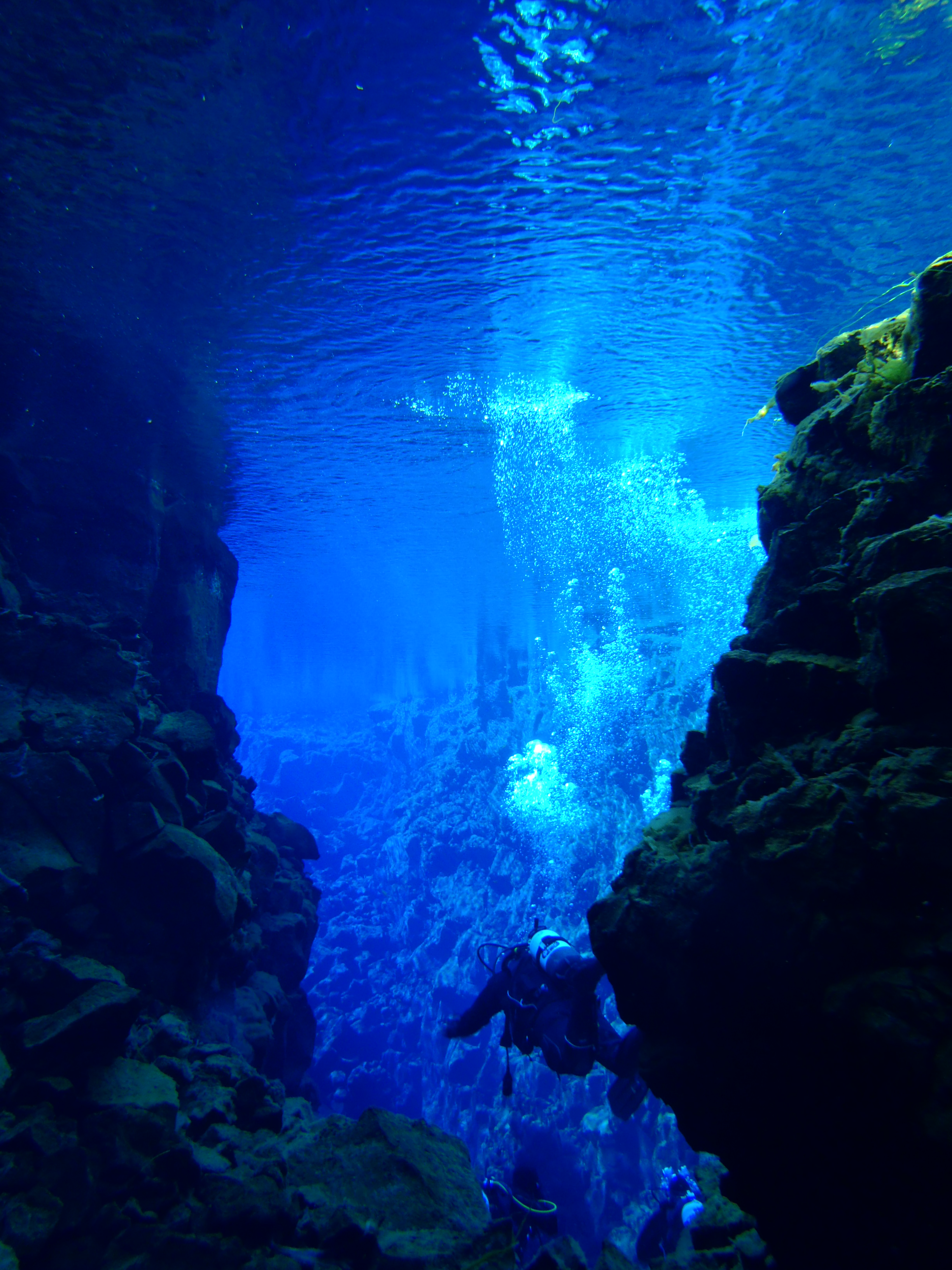
Immersió a la esquerda de Silfra

El Parc Nacional de Þingvellir és molt popular entre els turistes, i és un dels tres principals llocs d'interès dins del Cercle Daurat. Els visitants poden obtenir la interpretació de la història i la naturalesa de Þingvellir i poden trobar rutes de senderisme i zones d'acampada. El busseig també s'ha popularitzat molt al llac, on l'esquerda de Silfra mostra la deriva continental entre les plaques tectòniques i és prou àmplia perquè els bussejadors gaudeixin d'una visibilitat incomparable.